# 亚当·密茨凯维奇纪念碑 (华沙)

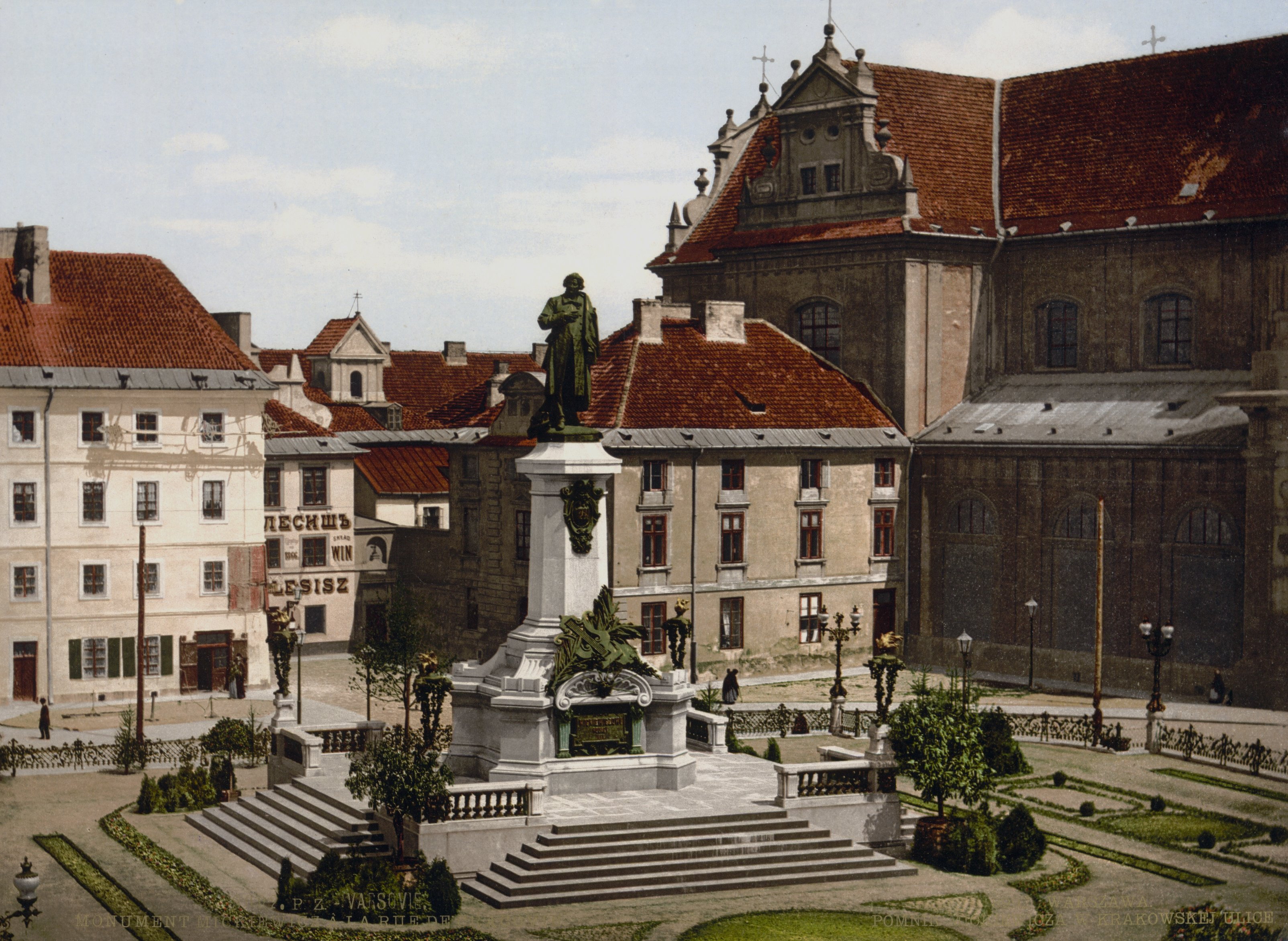
1900

亚当·密茨凯维奇纪念碑（波蘭語：Pomnik Adama Mickiewicza）是波兰华沙的一座新古典主义纪念碑，位于希鲁德梅希切区的克拉科夫郊区街，它是献给波兰诗人亚当·密茨凯维奇，由雕刻家塞普里安·戈德布斯基雕于1897年至1898年。

## 历史
1897年2月13日，《Głos》杂志发表了一篇文章，宣传修建纪念碑的想法。其他报纸很快也附和这个想法。作家亨利克·显克微支也在华沙知识分子中推动，由于他的努力，俄罗斯当局允许修建纪念碑。 显克微支、米查·拉齐维·鲁迪伯爵和泽格蒙特·瓦西列夫斯基成立了一个公共委员会。委员会请求人们捐款帮助建造纪念碑。资金很快筹集到位，这项工程被分配给了雕刻家塞普里安·戈德布斯基。
纪念碑所在的地方，原有的建筑物于1865年拆除。1897年，它由戈德布斯基在意大利雕刻而成。这座4.2米高的青铜雕像是在意大利皮斯托亚铸造。 红色花岗岩柱和基座由米兰附近巴韦诺的一家意大利公司生产。 密茨凯维奇雕像高高站立，头部微微抬起，右手放在心口。1898年12月24日，在诗人诞辰100周年之际，纪念碑正式揭幕。原计划的仪式规模要大得多，但沙皇当局担心这会激起爱国热情，于是禁止游行和演讲，因此纪念碑悄无声息地揭幕，有12000人到场。
1944年华沙起义结束后，纪念碑被纳粹德国摧毁，残余部分被运往德国。战后，波兰士兵在汉堡发现了雕像的头部和其他几个部分。雕刻家扬·斯泽普科夫斯基制作了原始雕像的复制品。纪念碑周围的环境也得到了修复。1950年1月28日，纪念碑再次揭幕。直到20世纪80年代，纪念碑的最后部分才归还波兰。